# Iván Espeche
Iván Espeche Gil (Buenos Aires, Argentina, 21 de diciembre de 1970) es un actor Cantante y Locutor argentino. Es conocido por protagonizar la sexta temporada de Chiquititas 2000 con Romina Gaetani y la telenovela Abre tus ojos con Romina Yan. Estuvo casado con la actriz Silvina Bosco, con quien tuvo una hija, Olivia Azul. Y con Florencia Berthold a su hijo, Jano. Actualmente se destaca por ser el propulsor de ECOestudio, el primer estudio de grabación que funciona con energía solar para grabar locuciones verdes, por su actividad como ambientalista con Basura cero Argentina. Y es actualmente el Cantante y frontman de Fuerte al medio https://www.instagram.com/fuertealmediomusicaok/, banda de Tango.

## Trayectoria

### Cine
- 1997: Alma Zen
- 2001: Riffed
- 2003: Juego de opuestos: Las reglas de la conquista
- 2005: Esas noches de insomnio
- 2006: Límite
- 2008: Madre
- 2008: Dying God
- 2008: Fantasma de Buenos Aires
- 2010: El hombre de la bolsa
- 2011: emiliano y Eva
- 2011: La mujer que estaba sola y se cansó de esperar (en posproducción)
- 2014: Proyecto Abaddon
- 2017: Yo soy así, Tita de Buenos Aires
- 2022: Pipa

### Televisión
- 1994: Aprender a volar
- 1995: Cybersix - Lucas Amato
- 1997: La marca del deseo
- 2000: Chiquititas - Rafael Sander/Andrés Ferala
- 2003-2004: Abre tus ojos - Pablo Parodi
- 2004: Los pensionados - Chirola
- 2005: Sueños mágicos - Mago Tomy
- 2005: Amarte así
- 2006: Un cortado, historias de café
- 2009 - 2010: Los exitosos Pérez - Ricardo Juárez
- 2012: Perfidia - Subcomisario Fernández
- 2012: La defensora - Arturo Valle
- 2012: Mi problema con las mujeres - Marcos Ramírez
- 2012 – 2013: En casa no me quedo
- 2013 - 2014: Los vecinos en guerra - Javier
- 2013 - 2014: Aliados - Mariano Arce
- 2016: La casa del mar

2016: Pájaros Negros
 cont.ar
- 2017: Cuéntame cómo pasó - Olegario Parisi
- 2022: Diario de un gigoló - Garcia Valente[1]
- 2022: El secreto de la familia Greco - Roberto[2]

2022 Iosi

### Teatro
- 2000: Chiquititas
- 2004–2005: La señorita de Tacna
- 2006: Cinco mujeres con el mismo vestido
- 2007–2008: Criminal
- 2013–2015: Parque Lezama[3]

2022 "Piaf"